# Cette sacrée famille (film, 1952)
Pour plus de détails, voir Fiche technique et Distribution.
Cette sacrée famille (Room for One More) est un film américain réalisé par Norman Taurog et sorti en 1952.

## Synopsis
Poppy et Anna sont généreux : ils accueillent Jane, orpheline, en plus de leurs trois enfants... mais elle leur ramène un autre orphelin, Jimmy, un peu plus difficile.

## Fiche technique
- Titre : Cette sacrée famille
- Titre original : Room for One More
- Réalisation : Norman Taurog
- Scénario : Jack Rose et Melville Shavelson d'après le roman d'Anna Perrot Rose
- Montage : Alan Crosland Jr.
- Costumes : Marjorie Best et Leah Rhodes
- Pays d'origine :  États-Unis
- Langue : anglais
- Format : Noir et blanc — 35 mm — 1,37:1 — Son : Mono (RCA Sound System)
- Genre : Comédie
- Classification : Canada : PG (Ontario)
- Durée : 98 min
- Affiche : Boris Grinsson (France)

## Distribution
- Cary Grant : George 'Poppy' Rose
- Betsy Drake : Anna Rose
- Lurene Tuttle : Mlle Kenyon
- Randy Stuart : Mme Foreman
- John Ridgely : Harry Foreman
- Irving Bacon : le maire
- Mary Treen : Mme Roberts
- Hayden Rorke : le docteur
- Iris Mann : Jane
- Clifford Tatum Jr. : Jimmy/John
- Charles Meredith : M. Thatcher

Acteurs non crédités :
- Don Beddoe : M. Taylor, le principal du collège
- Oliver Blake : M. Tatum